# توم ديسيمون
توم ديسيمون (بالإنجليزية: Tom DeSimone)‏ هو كاتب سيناريو ومخرج أمريكي، ولد في 1939 في كامبريدج في الولايات المتحدة.

## وصلات خارجية
- الموقع الرسمي
- توم ديسيمون على موقع IMDb (الإنجليزية)
- توم ديسيمون على موقع ألو سيني (الفرنسية)
- توم ديسيمون على موقع أول موفي (الإنجليزية)
- توم ديسيمون على موقع قاعدة بيانات الأفلام السويدية (السويدية)
- توم ديسيمون على موقع قاعدة بيانات الفيلم (الإنجليزية)
- توم ديسيمون على موقع كينوبويسك (الروسية)